# Reserve (Nou Mèxic)
Reserve és una població dels Estats Units i seu del comtat de Catron a l'estat de Nou Mèxic. Segons el cens del 2000 tenia 387 habitants.

## Demografia
Segons el cens del 2000, Reserve tenia 387 habitants, 177 habitatges, i 103 famílies. La densitat de població era de 266,8 habitants per km².
Dels 177 habitatges en un 25,4% hi vivien nens de menys de 18 anys, en un 41,8% hi vivien parelles casades, en un 14,1% dones solteres, i en un 41,8% no eren unitats familiars. En el 39% dels habitatges hi vivien persones soles el 16,4% de les quals corresponia a persones de 65 anys o més que vivien soles. El nombre mitjà de persones vivint en cada habitatge era de 2,14 i el nombre mitjà de persones que vivien en cada família era de 2,84.
Per edats la població es repartia de la següent manera: un 24,5% tenia menys de 18 anys, un 7,5% entre 18 i 24, un 20,9% entre 25 i 44, un 28,2% de 45 a 60 i un 18,9% 65 anys o més.
L'edat mediana era de 43 anys. Per cada 100 dones de 18 o més anys hi havia 89,6 homes.
La renda mediana per habitatge era de 24.750 $ i la renda mediana per família de 30.536 $. Els homes tenien una renda mediana de 30.833 $ mentre que les dones 16.000 $. La renda per capita de la població era de 14.612 $. Aproximadament el 14,2% de les famílies i el 17,8% de la població estaven per davall del llindar de pobresa.

## Poblacions més properes
El següent diagrama mostra les poblacions més properes.